# Puppy Linux
Puppy Linux je malena distribucija Linuxa fokusirana na jednostavnost korištenja i minimalno zauzimanje memorije. Cijeli sustav može se pokrenuti iz RAM-a, čime medij za pokretanje može biti uklonjen nakon podizanja sustava. Operacijski sustav sadrži aplikacije, kao što su AbiWord (besplatni program za obradu teksta), Gnumeric (proračuni, tablice), MPlayer (besplatni multimedijski reproduktor), kao i širok izbor web preglednika koji mogu biti instalirani. Distribuciju je do 2013. godine razvijao australac Barry Kauler. Alat Woof može izgraditi distribuciju Puppy Linuxa iz binarnih paketa drugih distribucija Linuxa.

## Osobine
Puppy Linux je kompletan operativni sustav koji sadrži skup aplikacija za izvađanje općenitih zadataka. Može se koristiti kao disk za spašavanje, demonstracijski sustav koji ostavlja prethodnu instalaciju nepromijenjenom, kao sustav koji može raditi na računalu bez tvrdog diska ili za korištenje modernog softvera na starim računalima. 
Kompaktna veličina omogućuje pokretanje sustava s bilo kojeg medija koji računalo podržava. Može funkcionirati kao live USB za flash uređaje ili druge USB medije, live CD, interni tvrdi disk, SD karticu, Zip uređaj ili LS-120/240 SuperDisk, itd. Preveden je i na ARM i može se koristiti na računalima kao što je Raspberry Pi (malo single-board računalo bez miša, tipkovnice, kućišta i zaslona, prvobitno razvijeno u Velikoj Britaniji za potrebe edukacije, te korištenje u nerazvijenim zemljama).
Puppy Linux ima ugrađene alate koji se mogu koristiti za stvaranje USB pogona za pokretanje sustava, stvaranje novih Puppy CD-ova ili stvaranje novog live CD-a s različitim paketima. Koristi i sofisticirani sustav za produljenja trajanja live USB pogona.

## Korisničko sučelje
Zadani upravitelj prozora u većini izdanja je JWM. 
Paketi radne površine IceWM, Fluxbox i Enlightenment također su dostupni putem Puppy-jevog sustava upravljanja paketom PetGet. Neke izvedbene distribucije, nazvane puplets, dolaze sa zadanim upraviteljima prozora koji nisu JWM. 
Kada se operativni sustav pokrene, sve se u paketu Puppy dekomprimira u RAM područje, "ramdisk". Računalo mora imati najmanje 128 MB RAM-a (s ne više od 8 MB dijeljene videomemorije) da bi se čitav OS mogao učitati na ramdisk. Međutim, sustav se može pokretati i na računalu koje nema više od 48 MB RAM-a jer se dio sustava može zapisati na tvrdom disku ili manje učinkovito, ostaviti na CD-u.
Puppy je prilično cjelovit za sustav koji u potpunosti radi iz memorije, kad se pokrene kao Live sustav ili iz 'štedljive' instalacije. Međutim, Puppy također podržava "puni" način instalacije, koji omogućuje Puppyju pokretanje s particije tvrdog diska, umjesto iz radne memorije računala. Na sustavu su aplikacije koje su udovoljavale raznim ograničenjima, posebno veličini. Budući da je jedan od ciljeva distribucije biti izuzetno jednostavan za postavljanje, postoji mnogo čarobnjaka koji korisnika vode kroz širok spektar uobičajenih zadataka.

## Paketi i upravljanje distribucijama
Puppy Linux-ov upravitelj paketima (packet manager), Puppy Package Manager, zadano instalira pakete u PET (Puppy Enhanced tarball) formatu, ali podržava i pakete s drugih distribucija (kao što .deb, .rpm, .txz i .tgz paketi) te pakete alata trećih strana koji omogućuju pretvaranje paketa iz drugih distribucija u PET pakete. Puppy Package Manager također može smanjiti pretjerano gomilanje softvera kako bi smanjio korišteni prostor na disku.

## Samostalna gradnja distribucije
U ranijim izdanjima Puppy Linuxa, Puppy Unleashed korišten je za stvaranje Puppy ISO slika. Sastojao se od više od 500 paketa koji su se sastavljali prema potrebama korisnika. Međutim, na kasnijim verzijama počevši od Puppy Linuxa 5.0, zamijenio ga je Woof. To je napredni alat za stvaranje Puppy instalacijskih medija. Za korištenje je potrebna internetska veza i određeno znanje o Linuxu. Alat omogućava preuzimanje binarnih izvornih paketa druge Linux distribucije i njihovu preradu u Puppy Linux pakete samo definiranjem naziva Linux distribucije. 
Puppy također dolazi s alatom za remasteriranje koji sprema "snimak" trenutnog sustava i omogućuje korisniku da stvori iz njega instalacijski medij ili kopiju distribucije, te dodatni alat za remasteriranje koji može ukloniti već instalirane komponente.

## Dual boot s Windows 10
Ova je opcija moguća zahvaljujući Lick softverskom paketu, a instalira se direktno s ISO zapisa.

## Varijante
Zbog relativne lakoće s kojom se alat Woof i alat za remaster mogu koristiti za izgradnju inačica Puppy Linuxa, dostupno je više varijanti. Varijante Puppy Linuxa poznate su kao pupleti.
Nakon što je Barry Kauler smanjio svoje sudjelovanje u projektu Puppy, dizajnirao je dvije nove distribucije u istoj Puppy Linux obitelji, Quirky i Wary.
Quirky - ugrađena, manje stabilna distribucija sustava koja sve datoteke iz initramfs-a ima ugrađene u jezgru (kernel). Ima jednostavno upravljanje učitavanjem modula, ali je uključeno manje pokretačkih programa.  Koristi se u eksperimentalne svrhe.
Racy - varijanta optimizirana za novija računala. 
Wary -  varijanta usmjerena na korisnike sa starim hardverom. Koristi stariju jezgru Linuxa koja ima dugoročnu podršku i najnovije aplikacije. 
Easy - varijanta u kojoj je init skripta potpuno prepisana i koja koristi izvorno razvijene spremnike aplikacija umjesto uobičajenog upravljanja paketima.

## Prihvaćenost
DistroWatch recenzent RoberT Storey zaključuje o Puppy 5.2.5 u travnju 2011. godine. „Puno ljudi voli Puppy linux - on je na 10. mjestu DistroWatch ljestvice.I ja volim Puppy, i to je ono što koristim na svom netbooku. Možda jedina stvar koja nije u redu s Puppyjem je što očekivanja korisnika premašuju namjere programera. "
U detaljnom pregledu Puppy Linuxa u svibnju 2011. Howard Fosdick iz OS News obratio se korijenskom pitanju korisnika: "U teoriji bi to moglo predstavljati problem - ali u praksi to ne predstavlja nikakvu lošu stranu. Nikad nisam čuo da je ijedan korisnik Puppyja patio zbog ovoga. " Fosdick je zaključio "Sviđa mi se Puppy jer je to najlakši Linux distro koji sam pronašao i koji je još uvijek prikladan za krajnje korisnike. Instalirajte ga na staro računalo saP-III ili P-IV i vaša obitelj ili prijatelji će ga koristiti za uobičajene zadatke jednako kao bilo koji novi skupi stroj. "
U prosincu 2011. Jesse Smith, pišući u DistroWatchu, recenzirao je Puppy 5.3.0 Slacko Puppy. Pohvalio je njegovu jednostavnost, fleksibilnost i jasna objašnjenja, istovremeno napominjući ograničenja rada kao root. Zaključio je "Želio bih također da se doda opcija tijekom postupka pokretanja koja bi korisniku dala mogućnost izvođenja u neprivilegiranom načinu rada, za razliku od pokretanja kao root. Uvijek biti administrator ima svoje prednosti zbog praktičnosti, ali to znači da korisnik je uvijek jednim neopreznim klikom udaljen od svojih datoteka i jedan iskorišten od kompromitiranog operativnog sustava. Kao živi CD/ USB stick teško je nadmašiti Puppy Linux i po performansama i po funkcionalnom softveru. Ima minimalne hardverske zahtjeve i vrlo je fleksibilan. sjajna distribucija sve dok je ne tjerate previše van njene niše. "
U prosincu 2011. Howard Fosdick pregledao je verzije Puppy Linuxa koje su tada bile dostupne. Zaključio je, "raznolikost i fleksibilnost čine ga izvrsnim sustavom vođenim od zajednice računalnih zaljubljenika i hobista. Oni također stvaraju pomalo neuređen svijet. Možda ćete morati malo pročitati kako biste shvatili koji je Puppy ili Puplet za vas. Interrnetska dokumentacija opsežna je, ali može zbuniti. Nije uvijek jasno koji se dokumenti odnose na koja izdanja. Većina korisnika se za podršku oslanja na aktivni, prijateljski forum. " Također je primijetio "Oni od nas koji uživaju u računalima ponekad zaborave da ih mnogi gledaju s prezirom. Što sad s tim? Zašto moram kupiti novi svake četiri godine? Zašto, pobogu, mijenjaju sučelje u svakom izdanju? Ne može li to jednostavno samo funkcionirati? Puppy je izvrsno rješenje za ove ljude. Suvremeno je, besplatno i jednostavno za upotrebu. A sada podržava besplatne programe iz Ubuntu, Slackware ili Puppy repozitorija. Sad je to zaista user friendly OS"
U recenziji Bionic Pup 8.0 Igora Ljubunčića u travnju 2020. u Dedoimedo zaključeno je: "Puppy Linux dao je svoju sretnu poruku, pa čak i premašio moja očekivanja. Oduvijek sam bio fan i rijetko sam imao što lošeg za reći, tako da je pozitivan rezultat bio nekako opravdan. Ono što me zaista zaprepastilo nije bilo da je ovo vitka i brza mala distra - već činjenica je da uspijeva zadržati svoju važnost unatoč očitoj letargiji u Linux radnom prostoru. Možete reći, pa, zašto se mučiti - ali ako imate stariji hardver ili puno putujete, Puppy vam daje vlastitu, cjelovitu radnu sesiju koja će se pokretati i izvoditi gotovo bilo gdje, s mnoštvom dodataka i izvrsnim alatima za konfiguraciju.

## Povijest
| Inačica | Datum izdanja       |
| ------- | ------------------- |
| Puppy 1 | 29. ožujka 2005.    |
| Puppy 2 | 1. lipnja 2006.     |
| Puppy 3 | 2. listopada 2007.  |
| Puppy 4 | 5. svibnja 2008.    |
| Puppy 5 | 15. svibnja 2010.   |
| Puppy 6 | 26. listopada 2014. |
| Puppy 7 | 4. prosinca 2017.   |
| Puppy 8 | 24. ožujka 2019.    |
| Puppy 9 | 21. rujna 2020.     |

Puppy 1 se s lakoćom koristio na starom hardveru, kao što je računalo s Pentiumom i 32 MB RAM-a, a za novija računala bolja je bila inačica za USB memorije. Postojala je i mogućnost zajedničkog korištenja s Microsoftovim operacijskim sustavima Windows 95, 98 i ME.
Puppy 2 koristio je Mozillin paket aplikacija SeaMonkey kao primarni web-preglednik i klijent za e-poštu.
Puppy 3 bio je kompatibilan sa Slackwareom 12, no nije distribucija temeljena na Slackwareu.
Puppy 4 izgrađen je pomoću T2 SDE-a i više nije kompatibilan sa Slackwareom.
Puppy 5 baziran je na projektu zvanom Woof, koji omogućuje izgradnju Puppy Linuxa iz bilo koje druge distribucije Linuxa.
Puppy 6 baziran na paketima Ubuntua 14.04 Trusty Tahr.
Puppy 7 baziran na paketima Ubuntua 16.04 Xenial Xerus.
Puppy 8 baziran na paketima Ubuntua Bionic Beaver 18.04.2.
Puppy 9 baziran na paketima Ubuntua Focal Foss 20.04.(x64)

## Vanjske poveznice
- Službena stranica
- Stranica korisničke zajednice
- Često postavljana pitanja o Puppy Linuxu
- Puppy Linux hr open wiki